# Nothobrya
Genre
Nothobrya est un genre de collemboles de la famille des Orchesellidae.

## Distribution
Les espèces de ce genre sont endémiques du Brésil.

## Liste des espèces
Selon Checklist of the Collembola of the World (version du 24 août 2019) :
- Nothobrya arlei  da Silveira & de Mendonça, 2016
- Nothobrya schubarti Arlé, 1961
- Nothobrya sertaneja  Nunes & Bellini, 2019

## Publication originale
- Arlé, 1961 : Novas especies de colembolas aquaticas (Nota preliminar). Atas, Sociedade de Biologia do Rio de Janeiro, vol. 5, p. 34-37.